# Eva Martín Mateu
Eva Martín Mateu, (Valencia) es una violista española; solista de viola en la Fundación Orquesta y Coro de la Comunidad de Madrid.

## Trayectoria
Realizó sus estudios musicales en la Escuela Superior de Música Reina Sofía de Madrid, Guildhall School de Londres y en el Conservatorio Superior de Música de Valencia, teniendo como profesores a Juan Luis Martínez, Daniel Benyamini, Raphael Hyllier, Enrique Santiago y Gerard Caussè. Ha recibido becas del Ministerio de Cultura, AIE, Fundación Isaac Albéniz y la Consejería de Valencia.
Ha ofrecido recitales en el Auditorio Nacional de Madrid, Teatro Principal de Valencia, Real Academia de Bellas Artes de San Fernando de Madrid, Palacio de Festivales de Santander y Academia de España en Roma. Ha sido viola solista en la Jonde, Orquesta de Cámara Joaquín Rodrigo y Orquesta de Cámara Andrés Segovia.
Ha sido integrante de las siguientes agrupaciones de cámara: La Maestranza (grupo con el que ha grabado para Harmonia Mundi y Deutsche Grammophon), Cuarteto Picasso (con el que tiene grabaciones para RNE), Sartory Cámara (sexteto de cuerdas con el que ha actuado en importantes salas de cámara, como la del Auditorio Nacional de Madrid o Teatro Colón de Buenos Aires) y Trío Violante (flauta, arpa y viola).
Colabora como solista con la Orquesta de RTVE, OSCYL y OSIB. Ha sido integrante de las orquestas Young Musicians Symphony Orchestra de Londres, London String Ensemble y viola solista en Joven Orquesta Nacional de España. Ha sido solista de viola  en la Orquesta de Cadaqués con la que tiene grabaciones para el sello TRITÓ Edicions.
Profesora de viola en conservatorios profesionales de Madrid (Amaniel, Teresa Berganza, Majadahonda, Joaquín Turina). (1994-1998). Profesora de viola en la Escuela de Música de Pozuelo de Alarcón (1995-1999) y en cursos de verano organizados por el Conservatorio Superior de Música de Badajoz (1994-1998). 
Profesora de repertorio orquestal en la Joven Orquesta Sinfónica de la Fundación Coca-Cola España, en la Orquesta Joven de la Comunidad de Madrid, EGO, OJA y OSCYL Joven.
Profesora de viola y repertorio orquestal en Conservatorio Superior de Música de Salamanca (septiembre de 2013). Profesora de viola, repertorio orquestal y música de cámara en CSMCLM (2016-2017).